# Chris Packham
Christopher Packham (Southampton, 4 maggio 1961) è un conduttore televisivo inglese.

## Carriera
Lavora per la BBC dal 1986 ed è il volto noto del programma Springwatch dal 2009.

## Televisione
- The Really Wild Show (1986-1996)
- Countryfile (2004-2005)
- Seven Man Made Wonders of the South (2006)
- Breakfast (2006-2011)
- Decade of Discovery (2010)
- The Animal's Guide to Britain  (2011)
- Secrets of Our Living Planet (2012)
- The Burrowers (2013)
- Inside the Animal Mind (2014)
- Autumnwatch (2008-)
- Springwatch (2009-)
- Winterwatch (2012-)

## Libri
- The Flying Gourmet's Guide (1985)
- Bird Brain of Britain (1988)
- Chris Packham's Wild Shots, Collins and Brown Publishers, (1993) ISBN 1-85585-200-4
- Chris Packham's Back Garden Nature Reserve New Holland Publishers (2001) (Foreword by David Bellamy) ISBN 1-85974-520-2
- Back Garden Nature Reserve (2003) ISBN 1-85605-846-8
- Chris Packham's Wild Side of Town: Getting to Know the Wildlife in Our Towns and Cities New Holland Publishers, (2003) ISBN 1-84330-355-8
- Nature's Calendar (2007) ISBN 0-00-724646-3
- Chris Packham's Nature Handbook (2010) ISBN 1-4053-5526-3
- The Wonder of Birds: nature, art, culture (2014) ISBN 0-9031-0184-X